# Douglas Fairbanks
Douglas Fairbanks, Sr. (23. maj 1883 – 12. december 1939) var en amerikansk skuespiller og en af stumfilmens største stjerner.

## Liv
Douglas Elton Ullman blev født i Denver, Colorado. I 1919 grundlagde han, Charlie Chaplin, D.W. Griffith og Mary Pickford filmselskabet United Artists.
Han var gift med Mary Pickford fra 1920-36.

## Udvalgt filmografi
- Paa Livet løs
- The Mark of Zorro (1920)
- De tre musketere (1921)
- Robin Hood (1922)
- The Thief of Bagdad (1924)
- The Black Pirate (1926)
- The Iron Mask (1929)